# Список земноводних Ірландії
Цей список є списком видів земноводних, спостережених на території Ірландії. У фауні Ірландії спостерігається 3 види земноводних: 2 види жаб та 1 вид саламандр.

## Ряд Хвостаті (Caudata)
Представники ряду хвостаті відрізняються від інших сучасних земноводних видовженим тілом та наявністю у дорослих тварин хвоста. До нього відносяться саламандри та тритони. Налічує понад 580 видів, з них в Ірландії трапляється 1 вид.

### Родина Саламандрові (Salamandridae)
| Українська назва                     | Ірландська назва | Латинська назва      | Автор таксона  | Статус МСОП | Поширення в Ірландії | Зображення |
| Ряд: Хвостаті (Caudata)              |                  |                      |                |             |                      |            |
| Родина: Саламандрові (Salamandridae) |                  |                      |                |             |                      |            |
| Тритон звичайний                     | Eairkag Rea      | Lissotriton vulgaris | Linnaeus, 1758 | LC          |                      |            |

## Ряд Безхвості (Anura)
До ряду відносяться жаби та ропухи. Ряд налічує понад 6000 видів, з яких в Ірландії трапляється 2 види.

### Родина Ропухові (Bufonidae)
| Українська назва             | Ірландська назва | Латинська назва | Автор таксона    | Статус МСОП | Поширення в Ірландії | Зображення |
| Ряд: Безхвості (Anura)       |                  |                 |                  |             |                      |            |
| Родина: Ропухові (Bufonidae) |                  |                 |                  |             |                      |            |
| Ропуха очеретяна             |                  | Bufo calamita   | (Laurenti, 1768) | LC          |                      |            |

### Родина Жаб'ячі (Ranidae)
| Українська назва          | Ірландська назва             | Латинська назва | Автор таксона  | Статус МСОП | Поширення в Ірландії | Зображення |
| Ряд: Безхвості (Anura)    |                              |                 |                |             |                      |            |
| Родина: Жаб'ячі (Ranidae) |                              |                 |                |             |                      |            |
| Жаба трав'яна             | Rannag Chadjin Ghone Oarpagh | Rana temporaria | Linnaeus, 1758 | LC          |                      |            |